# Otobarren

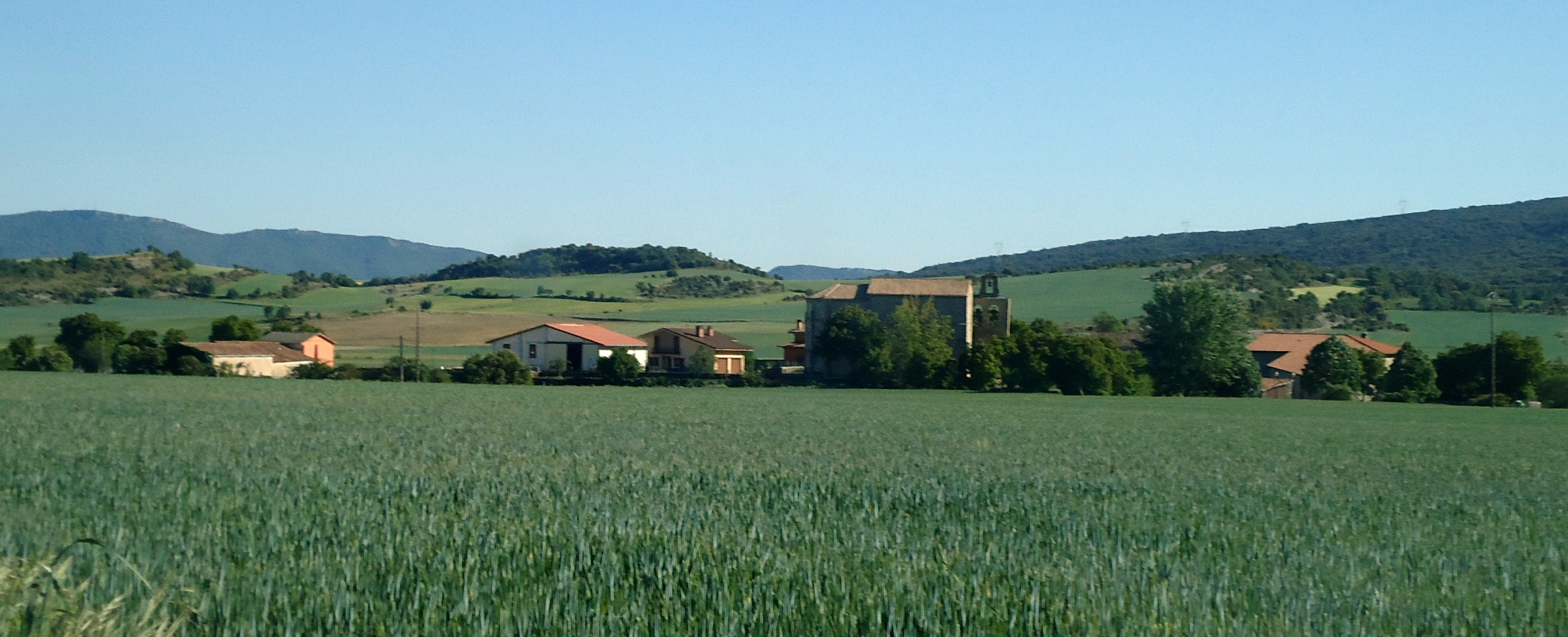
Visió general d'Otobarren

Otobarren/Hueto Abajo és un poble i consell pertanyent al municipi de Vitòria. La seua població el 2007 era de 44 habitants. És un dels consells integrats a la Zona Rural Nord-oest de Vitòria-Gasteiz. El poble és a 13 km al nord-est del centre de Vitòria, en un vall al peu de la Serra d'Arato.
El nom prové de Goitio (Güeto a l'antiguitat), i significa “lloc elevat” Goiti-o. Barren és per ser "de davall". O podria ser Bekoa (Goitio Bekoa). En temps passats va rebre els noms d'Oto, Oto de Yuso, Hueto de Yuso, Güeto i Güeto Abajo, fins a arribar a la seua denominació actual.
Va ser terra dels senyors de Martioda, de la Casa dels Hurtado de Mendoza, i va formar amb la veïna localitat d'Otogoien, el municipi de Los Huetos al segle xix. Hueto Abajo era la capital i principal població del municipi. A 1975 el municipi de Los Huetos va quedar annexionat al de Vitoria.
Les festes patronals se celebren per Sant Vicenç d'Osca, el 22 de gener.